# Cantó de Cartagena
El cantó de Cartagena fou un estat sobirà que va mantenir una independència real i bel·ligerant respecte de l'estat espanyol durant sis mesos de l'any 1873. Va sorgir com a enèrgic rebuig al règim unitari de la Primera República i a l'enviament de joves a les guerres colonials que mantenia Espanya, com la de Cuba de 1868.
El projecte federal dels republicans intransigents comprenia una idea d'Espanya federal articulada en 17 estats, Cuba i Puerto Rico inclosos, que va ser ràpidament rebutjada per la majoria unitària de la cambra. Aquest rebuig no va agradar gens al contingent de la Marina destacat a Cartagena, el qual es va acantonar proclamant la independència, encunyant moneda pròpia (el duro cantonal) i arribant fins i tot a plantejar-se futurs plans en l'educació que mai no es portarien a terme.
El líder del Cantó de Cartagena fou el murcià Antonete Gálvez, natural de Torreagüera, pedania de la ciutat de Múrcia, militar progressista d'origen humil, fundador del Partido Federal Murciano, que aleshores era diputat per la província de Múrcia. Els seus primers seguidors foren els veïns de Beniaján, Los Garres i Torreagüera (pobles de l'Horta de Múrcia). Pretenien la realització d'un cantó de municipis murcians i alacantins. Viles com Jumella, Beniaján o Ceutí van estar vivament implicades en la revolta cantonal. Altres líders cantonalistes foren Roque Barcia i el general Juan Contreras y San Román.
El Cantó disposava del seu propi diari, El Cantón Murciano tal com queda acreditat a les hemeroteques ()
Els cantonals, a fi d'estendre la revolució cantonal, van organitzar un exèrcit de terra, que va fer expedicions militars fins a Llorca, Múrcia i Hellín, Oriola i Torrevella, i la flota rebel també va fer algunes maniobres per la costa, fins a Almeria i Màlaga, d'una banda, i Alacant i València, de l'altra. Mentre el govern central anava sotmetent tots els focus de la revolució cantonalista, Cartagena resistia en solitari. Després de sis mesos de setge que va suposar la devastació de Cartagena (el 70% dels edificis havien estat destruïts o afectats greument), el general López Domínguez va assolir la rendició de la plaça, el 12 de gener de 1874, cosa que va suposar la condemna a mort dels revoltats o el seu exili, en general a Algèria.
Aquest fet històric ha motivat que alguns partits polítics exigeixin, sense èxit, la creació de la província de Cartagena.
La història del setge i del final del cantó fou recollida per Ramón J. Sender a la seva novel·la Mr. Witt en el cantón i per Benito Pérez Galdós en l'episodi De Cartago a Sagunto, de la sèrie dels Episodios nacionales.